# Louis Raphaël
Louis Raphaël, né le 5 janvier 1856 à Marseille, où il est décédé le 11 juin 1919, était un joueur de dames français. 
Il est le concepteur du coup Raphaël, une combinaison standard en partie classique. Ainsi que le promoteur d'un des débuts les plus joué : l'ouverture Raphaël, 32-28, servant à dégager l'aile gauche du damier en début de partie. 

## Carrière sportive

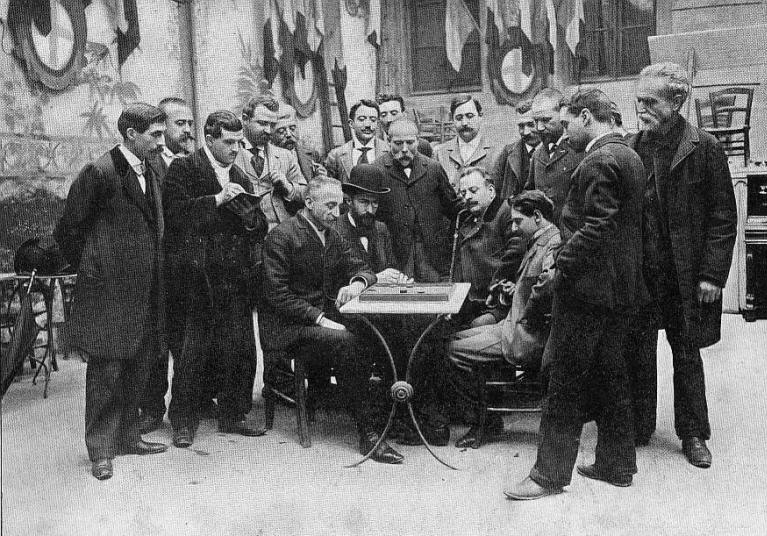
Match Raphaël (à gauche) - Weiss ; Marseille, mars 1901

Louis Raphaël entre dans l'élite française du jeu de dames grâce aux résultats du tournoi international de Paris de 1894, où il partage la première place avec Louis Barteling et Anatole Dussaut. Bien que prévu, le départage des trois vainqueurs n'a pas lieu en raison de l'activité des joueurs. Ce tournoi, par son importance, est souvent assimilé au championnat du monde non officiel de son époque, et cette victoire reste la principale réussite sportive de Raphaël.
Cette même année 1994, Raphaël remporte le tournoi de Lyon et devient Champion de France.
Lors du grand tournoi international de 1895 à Marseille, Raphaël prend la deuxième place derrière Eugène Leclercq, mais devant Isidore Weiss et Barteling. Raphaël remporte également la deuxième place au Tournoi d'Amiens 1899, perdant la première place face à Weiss, mais finissant devant Barteling, Dussaut et Leclercq. Selon le règlement du tournoi, ses participants ayant le droit de défier le vainqueur dans un match en trois parties, Raphaël profite de ce droit, mais perd le match contre Weiss avec un score de −2=1. 
Ce duel marque le début d'une série de matchs entre Weiss et Raphaël. En mars 1901, Raphaël obtient un match nul contre Weiss (+2-2=6). Voir illustration. 
En 1904 et 1908, Raphaël perd deux courts matchs contre Weiss sur un score net, mais en décembre 1909, Raphaël mène un combat acharné dans un long match en seize parties.
Après avoir remporté les première et troisième parties, Weiss a une belle avance. Mais à partir de la septième partie, Raphaël en remporte cinq d'affilée. Weiss déploie son talent et remporte les parties 12, 14 et 15, égalisant in extremis le score : +5-5=6
Ce match est le dernier succès sportif notable de Raphaël. En 1910, Raphaël partage avec Marius Fabre les 5e et 6e places du Championnat de France à sept participants.

## Palmarès
- Vainqueur du Concours international ("Tournoi International de Paris") en 1894 ;
- Champion de France de dames en 1894.